# 月城日花
月城 日花（つきしろ ひか、2004年3月17日 - ）は、日本の女性声優。福岡県出身。東京俳優生活協同組合（俳協）所属。旧芸名は釘崎 日花（くぎさき ひか）。
代々木アニメーション学院福岡校2021年卒業生。俳協への所属の際に芸名を「月城日花」へ改名している。

## 概要
中学2年生で演じる声優とOPなどを歌う声優という声優の二面性に魅了され声優となることを決意。
地元が福岡ということもあり、声優になる為の上京の資金や専門学校へ行くための学費など多くの課題がある中、「声優になれるのは一握りだし、それで食べていける人は少ないけど、でも、あなたの人生だし、好きなことをしなさい。」という母と姉の応援もあり声優になれたと感謝をしている。
代々木アニメーション入学後、人生で初めて受けたオーディションモンスターストライク「天聖声優オーディション」にてファイナリストまで勝ち進み、そのまま役を勝ち取りデビュー。
その後代々木アニメーション学院の全校エンタメ学部の学生が受講する「つんく♂アワード2019」にてグランプリに選ばれた。
2021年に俳協に所属、そして改名。
好きな食べ物は牡蠣、パスタであり特にたらこパスタが好きである。
ゲーム好きな一面もあり、2022年より声優e-Sports部に所属し、楽しみながら活動している。

## 出演
太字はメインキャラクター。

### テレビアニメ
2022年
- であいもん（由衣）
- RPG不動産（子供）

2023年
- もういっぽん!
- デュエル・マスターズ WIN 決闘学園編（2023年 - 2024年、チアガールB、女性B、女子生徒B、チア妖精C、カレンの友達B）
- 呪術廻戦 懐玉・玉折/渋谷事変（一般人）

2024年
- 忍たま乱太郎（客）
- ヴァンパイア男子寮（女子B）
- シャングリラ・フロンティア（SF-Zoo 魔法使いB）

2025年
- ざつ旅-That's Journey-（鈴ヶ森ちか）
- MUZIK TIGER In the Forest（ソピィー）
- ＃コンパス2.0 戦闘摂理解析システム（ギャル）
- 気絶勇者と暗殺姫（受付嬢）
- アルマちゃんは家族になりたい（アルマ）
- 異世界マンチキン -HP1のままで最強最速ダンジョン攻略-（桐原佐奈）

### 劇場アニメ
- わんだふるぷりきゅあ!ざ・むーびー! ドキドキ♡ゲームの世界で大冒険!（2024年、小タヌキ）

### Webアニメ
- モンスターストライク（2019年、ネツァク[15]）

### ボイスドラマ/ボイスコミック
- 鬼の花嫁は喰べられたい 花とゆめ 2022年4号付録（2022年、雪ん子[16]）
- ASMR献身メイドのあまあま耳かき （2023年）
- アークナイツ3周年記念ドラマCD「ウルサスの子供たち」(2023年、ヴィカ）
- Bite Maker AK（2024年、野々乃ひつじ 他）
- 呪術廻戦スペシャルドラマ CD「幽往舞進」（2024年、槇村由宇）

### オーディオブック
- audiobook.jp
  - 成瀬は信じた道をいく（2024年、篠原かれん[17]）

### ゲーム
2020年
- モンスターストライク（2020年 - 2023年、ネツァク、フトフラス、フラーシャ）

2022年
- シャイニングニキ（ノノカ）
- けものフレンズ3（ツノサイチョウ）
- クイズRPG 魔法使いと黒猫のウィズ（ウィジェッタ、フルフル）
- ユアマジェスティ（主人公女）

2023年
- 幻獣契約クリプトラクト（ツクナ）
- ヘブンバーンズレッド（猫B）
- アスタータタリクス（クラリス）
- ブラウンダスト2（レクリス）

2024年
- 逆転オセロニア（ネリー）
- 制服カノジョ（古賀希望）
- ウマ娘 プリティーダービー（ウインバリアシオン）
- ふたごうさぎのご近所ツーリズモ（星野姫子）
- トラブル・マギア （メアリーゼ）

2025年
- 制服カノジョ2（古賀希望）
- 花束を君に贈ろう-Kinsenka-（杏道目々）
- 幻想水滸伝 STAR LEAP（ヒスイ）
- 制服カノジョ2.5（古賀希望）
- ステーションメモリーズ!（新鶴まふゆ）

### ラジオ
※はインターネット配信。
- FM FUKUOKA アニソン部Ⅱ（2020年 - 2021年、パーソナリティ、エフエム福岡[35]）
- Radio Project Rabbie「ラジラビ」（2024年 、音泉※[36]）

### その他コンテンツ
- 声優e-Sports部 4期生（2022年10月 - ）YouTubeでのゲーム実況
- 第四境界 AMGY（2024年9月 - ）
- 土屋李央の#サシバナProduced by ボイスガレッジ 第1部[37]
- #ムカイワークス『一時間空きました』[38]

## ディスコグラフィ

### キャラクターソング
| 発売日         | 商品名                                    | 歌 | 楽曲                         | 備考                                                                              |
| -------------- | ----------------------------------------- | --- | ---------------------------- | --------------------------------------------------------------------------------- |
| 2024年3月6日   | ウマ娘 プリティーダービー WINNING LIVE 16 | スペシャルウィーク（和氣あず未）、オグリキャップ（高柳知葉）、ゴールドシップ（上田瞳）、ナリタブライアン（衣川里佳）、タマモクロス（大空直美）、マンハッタンカフェ（小倉唯）、アグネスタキオン（上坂すみれ）、サトノダイヤモンド（立花日菜）、キタサンブラック（矢野妃菜喜）、サクラローレル（真野美月）、ヴィルシーナ（奥野香耶）、ジャングルポケット（藤本侑里）、ドゥラメンテ（秋奈）、ラインクラフト（小島菜々恵）、シーザリオ（佐藤榛夏)、オルフェーヴル（日笠陽子）、ジェンティルドンナ（芹澤優）、ウインバリアシオン（月城日花）                                                              | 「U.M.A. NEW WORLD!!」       | ゲーム『ウマ娘 プリティーダービー』関連曲                                         |
| 2024年3月6日   | ウマ娘 プリティーダービー WINNING LIVE 16 | スペシャルウィーク（和氣あず未）、オグリキャップ（高柳知葉）、ゴールドシップ（上田瞳）、ナリタブライアン（衣川里佳）、タマモクロス（大空直美）、マンハッタンカフェ（小倉唯）、アグネスタキオン（上坂すみれ）、サトノダイヤモンド（立花日菜）、キタサンブラック（矢野妃菜喜）、サクラローレル（真野美月）、サトノクラウン（鈴代紗弓）、シュヴァルグラン（夏吉ゆうこ）、ヴィルシーナ（奥野香耶）、ジャングルポケット（藤本侑里）、ドゥラメンテ（秋奈）、ラインクラフト（小島菜々恵）、シーザリオ（佐藤榛夏）、オルフェーヴル（日笠陽子）、ジェンティルドンナ（芹澤優）、ウインバリアシオン（月城日花） | 「うまぴょい伝説」           | ゲーム『ウマ娘 プリティーダービー』関連曲                                         |
| 2024年10月16日 | ウマ娘 プリティーダービー WINNING LIVE 22 | ウインバリアシオン (月城日花) | 「どこまで走れば」           | ゲーム『ウマ娘 プリティーダービー』関連曲                                         |
| 2024年10月16日 | ウマ娘 プリティーダービー WINNING LIVE 22 | ナカヤマフェスタ (下地紫野)、メジロパーマー (のぐちゆり)、ダイタクヘリオス (山根綺)、トランセンド (塚田悠衣)、ヴィルシーナ (奥野香耶)、ヴィブロス (伊藤彩沙)、ダンツフレーム (福嶋晴菜)、ジャングルポケット (藤本侑里)、コパノリッキー (稲垣好)、ホッコータルマエ (菊池紗矢香)、ワンダーアキュート (須藤叶希)、ラインクラフト (小島菜々恵)、ジェンティルドンナ (芹澤優)、ウインバリアシオン (月城日花)、ドリームジャーニー (吉岡茉祐)、カルストンライトオ (望月ゆみこ) | 「うまぴょい伝説」           | ゲーム『ウマ娘 プリティーダービー』関連曲                                         |
| 2024年12月29日 | Bayside Town Girl／マジカルメイズ         | 星野姫子（月城日花） | 「マジカルメイズ」           | ゲーム『ふたごうさぎのご近所ツーリズモ』関連曲                                    |
| 2025年4月21日  | 交錯≠少女                                 | AMGY（月城日花） | 「fr -fo (u) r real-」「雫」 | 第四境界『交錯≠少女（CLOSSOVER GIRL)』関連曲                                      |
| 2025年5月14日  | bookmarks feat.鈴ヶ森ちか（CV：月城日花） | 鈴ヶ森ちか（月城日花） | bookmarks                    | テレビアニメ『ざつ旅 -That’s Journey-』エンディングテーマの鈴ヶ森ちかバージョン。 |
| 2025年8月28日  | のぞみ初恋BOX                             | 古賀希望（月城日花） | オトナピュアハート           | ゲーム『制服カノジョ2.5』関連曲                                                   |

## ライブ・イベント

### 合同ライブ
| 出演日         | タイトル                                                  | 会場                     | 備考           |
| -------------- | --------------------------------------------------------- | ------------------------ | -------------- |
| 2023年7月17日  | STRIX FES. Vol.2 DREAM CHASER                             | アニメイトシアター       |                |
| 2024年6月22日  | ウマ娘 プリティーダービー WINNING LIVE20 発売記念イベント | The Garden Hall          | 『ウマ娘』関連 |
| 2024年10月19日 | ウマ娘 プリティーダービー Twinkle Circle! in MAKUHARI     | 幕張メッセイベントホール | 『ウマ娘』関連 |
| 2024年12月15日 | ウマ娘 プリティーダービー Twinkle Circle! in FUKUOKA      | マリンメッセ福岡         | 『ウマ娘』関連 |
| 2025年1月12日  | ウマ娘 プリティーダービー WINNING LIVE22 発売記念イベント | ニューピアホール(竹芝)   | 『ウマ娘』関連 |
| 2025年5月25日  | ウマ娘 プリティーダービー 6th EVENT The New Frontier      | さいたまスーパーアリーナ | 『ウマ娘』関連 |

### イベント
| 出演日         | タイトル                                               | 会場                              | 備考               |
| -------------- | ------------------------------------------------------ | --------------------------------- | ------------------ |
| 2023年2月25日  | 1st LIVE「MAJESTIC LIVE」                              | KT Zepp Yokohama                  | 『ユアマジェ』関連 |
| 2023年5月14日  | 2nd LIVE「MAJESTIC LIVE -half anniversary-」           | ヒューリックホール東京            | 『ユアマジェ』関連 |
| 2023年10月8日  | 3rd LIVE「MAJESTIC LIVE - Door of Hope -」             | 幕張メッセ 11ホール               | 『ユアマジェ』関連 |
| 2025年5月4日   | とちてれ☆アニメフェスタ！2025 supported by フェドラ    | オリオンスクエア                  | 『ざつ旅』関連     |
| 2025年6月1日   | 土屋李央の #サシバナ Produced by ボイスガレッジ 第1部  | 新大久保・R’sアートコート         |                    |
| 2025年7月12日  | 朗読劇「銀河鉄道の夜」- Night on the MILKY WAY TRAIN - | TACCS1179 ホール                  | 『事務所』関連     |
| 2025年8月10日  | 俳協65th 記念イベント HAIKYO FESTIVAL                  | 成田国際文化会館 大ホール         | 『事務所』関連     |
| 2025年8月31日  | ノサカラボ 朗読劇『アルセーヌ・ルパン ♯5 奇巌城』      | 日経ホール                        |                    |
| 2025年10月19日 | 野中ここなのぴこぴこ"合宿"ここなんです！               | 二子玉川 ライズ スタジオ & ホール | 昼の部ゲスト       |